# Yerself is steam
Yerself is steam es el primer álbum publicado por la banda de indie rock estadounidense Mercury Rev. Fue lanzado al mercado por el sello Columbia en 1991.

## Lista de canciones
1. "Chasing a Bee" – 7:11
2. "Syringe Mouth" – 4:04
3. "Coney Island Cyclone" – 2:37
4. "Blue and Black" – 6:00
5. "Sweet Oddysee of a Cancer Cell T' Th' Center of Yer Heart" – 7:41
6. "Frittering" – 8:48
7. "Continuous Trucks and Thunder Under a Mother's Smile" – 0:43
8. "Very Sleepy Rivers" – 12:15
9. "Car Wash Hair (The Bee's Chasing Me)" – 6:44